# Sterbemünze

Sterbethaler des sächsischen Kurfürsten Johann Georg III. († 1691), Mmz. IK, Münzstätte Dresden

Sterbemünze, gelegentlich auch Begräbnismünze genannt, ist die Bezeichnung für Münzen, die aus Anlass des Todes einer bedeutenden Person, zumeist eines regierenden Fürsten oder eines Münzherren ausgegeben wurden. Auf der Vorderseite einer solchen Münze befindet sich meist das Porträt des Verstorbenen, auf der Rückseite das Wappen und wichtige Lebensdaten.
Als erste Sterbemünzen gelten die im späten 12. Jahrhundert geprägten Münzen zum Tode Albrechts des Bären († 1170) und Erzbischof Wichmanns († 1192) von Magdeburg. Etwa ab Mitte des 16. Jahrhunderts wurden Sterbemünzen in einigen Staaten des deutschen Reichs  ausgegeben. Die Prägung von Sterbemünzen erfolgte bis Ende des 18. Jahrhunderts besonders im Kurfürstentum Sachsen und im Kurfürstentum Braunschweig-Lüneburg häufig; in Preußen gab es hingegen nur wenige Begräbnismünzen, so 1713 anlässlich des Todes von König Friedrich I. in Preußen und 1786 nach dem Tod Friedrichs des Großen.
Meist handelt es sich bei Sterbemünzen um Gedenkmünzen aus Edelmetallen mit hohen Nennwerten, es gibt jedoch auch Sterbemünzen als Umlaufmünzen. Häufig werden die Münzen nach ihrem Typ mit Begriffen wie Sterbet(h)aler, Sterbegulden, Sterbedukaten oder Sterbegroschen bezeichnet.